# Městský stadion Sletiště
Městský stadion Sletiště (Sletiště) v Kladně je areál sportovišť na jihozápadním konci města, od kterého jej za zdí odděluje ulice Sportovců a železniční trať Kralupy nad Vltavou – Kladno. Na jihozápadní straně pak dále přechází v les Lapák, který je také využíván ke sportovně-rekreačním aktivitám.
Areál je ve správě Sportovních areálů města Kladna (SAMK), které spravují také další sportoviště za ulicí Sportovců okolo hokejového stadionu i v dalších částech města. Na Sletiště navazují také další fotbalové stadiony Františka Kloze, Slovanu Kladno a FK Rozdělov, včetně vedlejších tréninkových.

## Historie
Sportoviště v areálu Sletiště postavili kladenští Sokoli ve 20. letech 20. století, podle plánů z roku 1920 se začalo stavět roku 1921 a stavělo se prakticky celé desetiletí. V roce 1973 byl otevřený krytý bazén. Od 90. let pak probíhala jejich postupná rekonstrukce a spolu s rozvojem nových sportů také nová sportoviště. Obdobně se tak dělo i u dalších sportovišť kolem hokejového stadionu i jinde ve městě.
Rozsáhlou rekonstrukcí prošel například atletický ovál, kde se mimo jiné běhal také maraton na dráze (dříve ještě škvárové, dnes na tartanu) a také tribuna je nová, od roku 2018 také zastřešená. Krytý bazén má sníženou hloubku, již zde není skokanský můstek a k budově byl přistavěný aquapark se dvěma venkovními tubusy tobogánu. Byla zrekonstruována zeď kolem areálu, prochází zde asfaltová cyklostezka (tehdy patřila mezi první úseky cyklostezek na Kladně). Mezi nová sportoviště patří např. beachvolejbalové hřiště, hřiště na pétanque, in-line dráha, kontroly pro orientační běh, lanový park, street workoutové hřiště, trampolínový park, venkovní posilovna (fit park), nebo víceúčelové hřiště s umělou trávou. Ze sportovní ubytovny je po rekonstrukci Sport Hotel Sletiště.

## Sportoviště na Sletišti
- aquapark
- atletická sportovní hala
- atletický ovál
- basketbalové hřiště
- beachvolejbalové hřiště
- cyklostezky
- hřiště na pétanque
- in-line dráha
- jezdecká dráha a stáje pro koně (Jezdecký klub Merci)
- Kladenská sportovní hala
- kontroly pro orientační běh
- krytý bazén
- lanový park
- letní koupaliště
- lezecká stěna (vnitřní, Hokok Kladno)
- minigolf
- posilovna
- sál stolního tenisu
- street workoutové hřiště
- tenisová hala
- tenisové kurty (Tenis DLI Sletiště Kladno)
- trampolínový park
- venkovní posilovna (fit park)
- víceúčelové hřiště s umělou trávou
- a další sportoviště SAMKu mimo Sletiště

### Zrušená sportoviště
- stezka Buď fit, která se běhala přes stanoviště s překážkami v Lapáku (-2017)
- první kladenská umělá lezecká stěna v atletické hale na Sletišti (-1992)
- venkovní 25m věž lezecké stěny u aquaparku (1993-2/2017)

### Jiná sportoviště
další sportoviště SAMK
- ČEZ zimní stadion (lední hokej + trénink, bruslení, občerstvení)
- finská sauna
- fotbalové hřiště FK Rozdělov
- krytý bazén Norská
- letní koupaliště Bažantnice
- městská hokejbalová aréna
- sportovní hala Bios (basketbal, bojové sporty, florbal, futsal, házená, judo, posilovna, volejbal, občerstvení)
- tenisový areál SK (naproti Sletišti, u fotbalového hřiště Fr. Kloze)
- přetlaková hala Brjanská (míčové sporty, tenis, kondiční a pohybová cvičení)

jiná sportoviště v Kladně
- cvičiště SEBU
- fotbalové hřiště a tenisové kurty Kablo Kladno v Kročehlavech
- (nová) Lezecká stěna Kladno v areálu bývalé Poldi
- SKS aréna v Kročehlavech
- Sokolovna (Kladno)
- sportoviště a tělocvičny u základních a středních škol

## Občerstvení na Sletišti
- restaurace Sleťák u letního koupaliště (dříve Ostrov)
- občerstvení v budově krytého bazénu a aquaparku
- občerstvení v Kladenské sportovní hale
- občerstvení u dětského hřiště u jízdárny
- občerstvení u fitcentra

## Akce na Sletišti
Pravidelně se zde konají kulturní akce jako Dny města, koncerty, letní kino. Ze sportovních akcí lze jmenovat mezinárodní atletické vícebojařské mítinky TNT Express Meeting (2007-), nebo Mistrovství České republiky v atletice 2005 a 2018, či mistrovství České republiky v soutěžním lezení na rychlost v letech 2002 a 2003, nebo mistrovství světa juniorů v moderním pětiboji 2018.

## Sportovní kluby
kladenské sportovní kluby, které zde působily nebo působí
- AC Tepo Kladno – atletický klub (1908-)
- Keiko ryu Shotokan Kladno – klub karate
- Hokok Kladno – horolezecký klub
- Jezdecký klub Merci
- Tenis DLI Sletiště Kladno
- a další